# Metropolia del Kuzbass

Mappa dell'oblast' di Kemerovo.

La metropolia del Kuzbass (in russo Кузбасская митрополия?) è una delle province ecclesiastiche che costituiscono la Chiesa ortodossa russa.
Istituita dal Santo Sinodo il 26 luglio 2012, comprende l'intera oblast' di Kemerovo nel circondario federale della Siberia.
È costituita da tre eparchie:
- Eparchia di Kemerovo
- Eparchia di Mariinsk
- Eparchia di Novokuzneck

Sede della metropolia è la città di Kemerovo, il cui vescovo ha il titolo di "Metropolita di Kemerovo e Prokop'evsk".